# Wela
Wela ist ein Verwaltungsbezirk (englisch Ward) des Distrikts Nzega (DC) in der tansanischen Region Tabora.

## Geografie
Wela ist ein ländlicher Bezirk im westlichen Teil des zentralen Hochlands von Tansania, etwa 20 Kilometer Luftlinie nordöstlich der Distrikthauptstadt Nzega. Im Zentrum des Bezirks erhebt sich ein abgerundeter Hügel weniger als 300 Meter über das Hochland. Bei der Volkszählung 2022 lebten 9183 Menschen in 1445 Haushalten auf einer Fläche von 97 Quadratkilometern.
Der Bezirk grenzt im Westen und im Süden an den Distrikt Nzega (TC), im Nordosten und im Südosten an den Distrikt Igunga und im Norden an den Bezirk Mwasala des Distrikts Nzega (DC):
|        | Mwasala                                     | Choma |
| Mbogwe | Kompassrose, die auf Nachbargemeinden zeigt |       |
|        | Miguwa                                      | Ziba  |

## Gliederung
Der Bezirk besteht aus vier Gemeinden (swahili Mtaa) mit 22 Orten (Kitongoji):
| Wela - Wela Kati - Igombe - Kityelo - Usalama - Wela Mashariki - Usulwanguku | Malilita - Mwatenge A - Mwatenge B - Isadukilo A - Isadukilo B - Matanda Usule - Malilita Kati | Gulumuni - Lindyati - Gulumuni Kusini - Gulumuni Kati - Imalamagembe - Mwamilembe | Mwasambo - Mwasambo A - Mwasambo B - Mwanyagula - Unyunduru - Mwasambo Kati |

## Infrastruktur
- Bildung: Die einzige weiterführende Schule ist die staatliche Wela Secondary School.[9] Sie bildet Tagesschüler bis zur 4. Stufe aus.[10]
- Medizinische Versorgung: In den Gemeinden Wela[11] und Malilita[12] liegt je eine staatliche Apotheke.